# زهينغ لونغ
زهينغ لونغ (بالصينية: 郑龙) (15 أبريل 1988 بتشينغداو في الصين - ) هو لاعب كرة قدم صيني في مركز الوسط. شارك مع منتخب الصين لكرة القدم. أما مع النوادي، فقد لعب مع غوانغجو إفرغراند تاوباو.

## وصلات خارجية
- زهينغ لونغ على موقع الاتحاد الدولي (مؤرشف)  (الإنجليزية)
- زهينغ لونغ على موقع قاعدة بيانات كرة القدم.إي يو (الإنجليزية)
- زهينغ لونغ على موقع ناشيونال فوتبول تيمز (الإنجليزية)
- زهينغ لونغ على موقع Soccerway.com (الإنجليزية)